# Cantón de La Fère
El cantón de La Fère era una división administrativa francesa, situada en el departamento de Aisne y la región de Picardía.

## Composición
El cantón estaba formado por veinte comunas:
- Achery
- Andelain
- Anguilcourt-le-Sart
- Bertaucourt-Epourdon
- Brie
- Charmes
- Courbes
- Danizy
- Deuillet
- Fourdrain
- Fressancourt
- La Fère
- Mayot
- Monceau-lès-Leups
- Rogécourt
- Saint-Gobain
- Saint-Nicolas-aux-Bois
- Servais
- Travecy
- Versigny

## Supresión del cantón de La Fère
En aplicación del Decreto n.º 2014-202, de 21 de febrero de 2014, el cantón de La Fère fue suprimido el 22 de marzo de 2015 y sus 20 comunas pasaron a formar parte del nuevo cantón de Tergnier.